# María José Sánchez Uríbe
María José Sánchez Uríbe (* 13. August 2008) ist eine kolumbianische Tennisspielerin.

## Karriere
Sánchez Uríbe begann mit vier Jahren das Tennisspielen und bevorzugt Sandplätze. Sie spielte bislang vorrangig Turniere der ITF Women’s World Tennis Tour, wo sie bislang aber noch keinen Titel gewinnen konnte.
2024 erhielt Sánchez Uríbe eine Wildcard für die Qualifikation zum Hauptfeld im Dameneinzel der Copa Colsanitas, ihrem ersten Turnier auf der WTA Tour. Sie verlor ihr Erstrundenmatch gegen You Xiaodi mit 1:6 und 1:6. Mit 15 Jahren zählt sie bereits zu den zehn besten Spielerinnen ihres Landes.